# Askaouen
Askaouen (franska: Askaouen (CR), Askaouen (Commune Rurale), arabiska: أهل تفنوت) är en kommun i Marocko.   Den ligger i provinsen Taroudannt och regionen Souss-Massa, i den centrala delen av landet, 400 km söder om huvudstaden Rabat. Antalet invånare är 7 432.